# Barrio Buenos Aires (Cuapa)
El Barrio Buenos Aires es un barrio del municipio de Cuapa. Está ubicado al este del municipio.

## Historia
Este barrio es uno de los principales barrios de Cuapa. Nació en la segunda mitad del siglo XX como un lugar de tránsito de ganado. Poco a poco fue creciendo. En 2011
fueron adoquinadas la mayoría de las calles.